# Relatório Stern

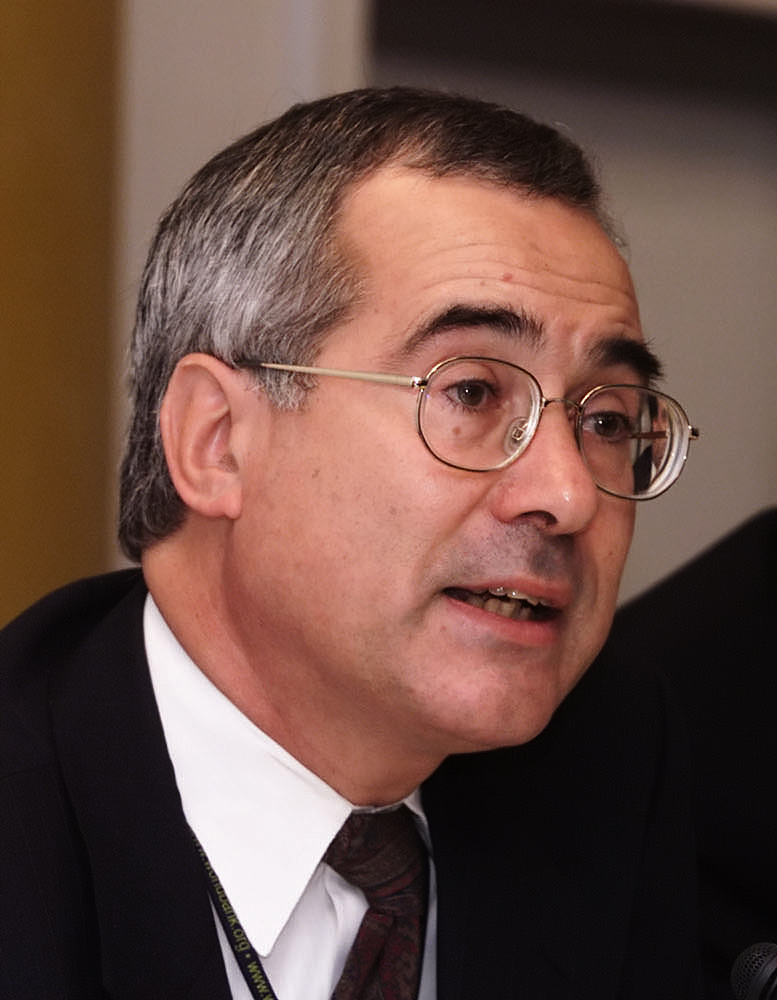
Sir Nicholas Stern, autor do relatório.

O Relatório Stern (do nome do seu coordenador, Sir Nicholas Stern, economista britânico do Banco Mundial) é um estudo encomendado pelo governo Britânico sobre os efeitos na economia mundial das alterações climáticas nos próximos 50 anos.
O relatório resultante desse estudo foi apresentado ao público no dia 30 de Outubro de 2006 e contem mais de 700 páginas e é um dos primeiros estudos encomendados por um governo sobre o assunto a um Economista e não a um cientista da área.
Uma das principais conclusões a que se chega no relatório é que com um investimento de apenas 1% do PIB Mundial se pode evitar a perda de 20% do mesmo PIB num prazo de simulação de 50 anos.

## O Autor
- Nicholas Herbert Stern (1946-), Barão Stern de Brentford
- Economista e acadêmico inglês
- Professor de economia da London School of Economics (LSE), importante escola de pensamento da Economia (neoclássica) Ambiental
- Vice-presidente sênior e Economista chefe do Banco Mundial (2000-2003)

## O Relatório
- Solicitado em 19 jun. 2005, pelo então Ministro da Fazenda (das Finanças) Gordon Brown.
- Preparado por uma equipa de economistas do ministério, consulta de acadêmicos independentes e revisão do Walker Institute.
- O objetivo era entender os desafios econômicos enfrentados pelas mudanças climáticas.

## Conclusões
O relatório apresenta as seguintes conclusões:
- Os benefícios de uma ação forte e imediata para enfrentar as mudanças climáticas ultrapassam de longe os custos de não fazer nada.
- A mudança climática afeta os elementos básicos para vida da população: acesso à água, produção de alimentos, saúde e o ambiente.
- Usando modelos econômicos tradicionais, o custo e riscos da mudança climática equivale a uma perda de 5-20% do PIB mundial por ano.
- Em contrapartida, agir – por meio da redução dos gases que provocam o efeito estufa – custa apenas 1% do PIB mundial por ano.
- Os investimentos nos próximos 10-20 anos irão impactar profundamente no clima na segunda metade do século XXI e o próximo. Nossas ações podem criar um desequilíbrio econômico e social, similar as guerras mundiais.
- Como é um problema mundial, a solução deve partir de um patamar internacional.
- Se as emissões continuarem nesse ritmo, em 2035 teremos o dobro de gases do efeito estufa do que antes da Revolução Industrial. Isto irá aumentar a temperatura média mundial em 2°C, e no longo prazo em mais de 5°C (com probabilidade de 50%) – essa variação equivale a de hoje com a última era glacial.
- Essa enorme variação da temperatura mundial irá alterar a geografia humana e física do mundo.
- Mesmo as predições mais moderadas anunciam impactos sérios na produção, na vida humana e no ambiente mundial.
- Todas as nações serão afetadas. Os mais pobres sofrerão mais, justamente os que menos contribuíram para esse desastre.
- Os efeitos da mudança climática não podem mais ser evitados (20-30 anos), mas deve ser feito um esforço para adaptação, de forma que a economia e a sociedade não sofram o impacto diretamente. Isso custará dezenas de bilhões de dólares. Deve ser ainda mais procurada por países em desenvolvimento.
- Os níveis de emissão de CO2e são atualmente 430ppm e cresce 2ppm/ano.
- Os riscos serão reduzidos significativamente se os níveis forem mantidos em 450-550ppm. Isso equivale a uma redução de 25%, no mínimo, até 2050.
- Estabilizar nos níveis atuais exigiriam uma redução de 80%.
- Para 500-550ppm, deve-se investir 1% do PIB mundial por ano.
- Esse panorama pode mudar se não for tomada nenhuma política, por inovações tecnológicas ou efeitos combinados.
- Os países desenvolvidos devem cortar suas emissões em 60-80% até 2050. Mas os países em desenvolvimento também devem fazer cortes significativos.
- O mercado de carbono pode ser muito eficiente para se atingir esse objetivo. Envolveria centenas de bilhões de dólares por ano em investimentos em tecnologias pouco poluentes e gerariam muito emprego.
- Essa estratégia não significa: ou cortar a emissão desses gases ou desenvolver o país. Deve-se desenvolver através de investimentos não poluentes. Ignorar os efeitos da mudança climática é que impedirá o desenvolvimento.
- A emissão pode ser reduzida através do aumento da eficiência energética, mudança na demanda e adoção de tecnologia limpa para energia, aquecimento e transporte.
- O setor energético precisa ser descarbonizado em 60% até 2050, para atingir a meta de 550ppm.
- Mesmo com mudanças, o uso de energia fóssil e emissora de carbono deve continuar a ser mais da metade da fonte energética, principalmente em países em rápido crescimento. Por isso a necessidade de captura e estocamento de carbono.
- Não apenas no setor energético; desflorestamento, agricultura e industria também devem ter suas emissões controladas.
- Mudança climática é a maior das falhas de mercado. Deve ser atacada em três frentes:
  - Valoração do carbono, por meio de taxas, impostos, comércio e regulação.
  - Desenvolvimento e inovação em tecnologias que emitem pouco carbono.
  - Remover as barreiras a eficiência energética e informar, educar e persuadir os indivíduos de sua responsabilidade.
- O esforço deve ser coletivo e internacional. União Europeia, Califórnia e China tem políticas ambiciosas. UNFCCC e Kyoto são avanços no sentido de generalizar essas metas. Esforços individuais são insuficientes.
- Os elementos-chave para o futuro quadro mundial são:
  - Comércio de carbono: para privilegiar aqueles que emitem pouco e fazer crescer a inovação tecnológica não-poluente.
  - Cooperação tecnológica: por acordos ou informais, o investimento em suporte à P&D energético deveria dobrar e no uso das novas tecnologias quintuplicar.
  - Reduzir o desflorestamento: é mais importante e com mais custo-benefício que a redução no setor de transporte.
  - Adaptação: fundos internacionais, focando nos países mais vulneráveis, que desenvolva novas culturas mais resistentes a secas e enchentes.